# Andrijaševci
Andrijaševci est un village et une municipalité située à l'est de la Slavonie, dans le comitat de Vukovar-Syrmie, en Croatie. Au recensement de 2001, la municipalité comptait 4 249 habitants, dont 98,89 % de Croates et le village seul comptait 2 165 habitants.

## Localités
La municipalité de Andrijaševci compte 2 localités : Andrijaševci et Rokovci